# Srednjovjekovni irski jezik
Srednjoirski jezik (ISO 639 identifier: mga), keltski povijesni jezik koji se govorio između 900 i 1200 godine na području Irske i zapadne Škotske. 
Prethodio je suvremenom irskom jeziku.